# Macaduma aroa
Macaduma aroa is een beervlinder uit de familie van de spinneruilen (Erebidae). De wetenschappelijke naam van de soort is voor het eerst geldig gepubliceerd in 1906 door Bethune-Baker.